# Ärlången (Horns socken, Östergötland)
Ärlången är en sjö i Kinda kommun i Östergötland och ingår i Motala ströms huvudavrinningsområde. Sjön är 10 meter djup, har en yta på 0,762 kvadratkilometer och befinner sig 103,1 meter över havet. Sjön avvattnas av vattendraget Stångån.

## Delavrinningsområde
Ärlången ingår i det delavrinningsområde (641683-149987) som SMHI kallar för Utloppet av Ärlången. Medelhöjden är 117 meter över havet och ytan är 8,28 kvadratkilometer. Räknas de 42 avrinningsområdena uppströms in blir den ackumulerade arean 861,3 kvadratkilometer. Stångån som avvattnar avrinningsområdet har biflödesordning 2, vilket innebär att vattnet flödar genom totalt 2 vattendrag innan det når havet efter 165 kilometer. Avrinningsområdet består mestadels av skog (48 procent), öppen mark (11 procent) och jordbruk (31 procent). Avrinningsområdet har 0,72 kvadratkilometer vattenytor vilket ger det en sjöprocent på 8,7 procent.